# Сосновый Бор (Марий Эл)
Сосно́вый Бор — посёлок в Сидоровском сельском поселении Медведевского района Республики Марий Эл. 

## География
Посёлок расположен на берегу озера Карась, у Кокшайского тракта (участок автодороги «Вятка»), в 28 км к юго-западу от посёлка Нолька (где располагается администрация сельского поселения). 
Часовой пояс
Посёлок Сосновый Бор, как и вся Республика Марий Эл, находится в часовой зоне МСК (московское время). Смещение применяемого времени относительно UTC составляет +3:00.
Административная принадлежность
Посёлок находился в составе: Сидоровского сельского совета Медведевского района Марийской АССР (до 25 декабря 1980 года), того же сельсовета Заводского района Йошкар-Олы (до 16 августа 1988 года), Сидоровской сельской администрации Йошкар-Олы (с 2001 года была реорганизована в Сидоровское управление администрации города Йошкар-Олы). С 5 июля 2005 года посёлок вновь в составе Медведевского района.

## История
В 1973 году началось строительство санатория-профилактория на берегу озера Карась. В январе 1975 года санаторий-профилакторий «Сосновый бор» Марколхозстройобъединения и база отдыха, в последующем дом отдыха для престарелых и инвалидов «Карась», начали принимать отдыхающих.

17 февраля 1977 года Постановлением Президиума Верховного Совета Марийской АССР был зарегистрирован вновь возникший населённый пункт, и ему присвоено наименование — посёлок Сосновый бор. 

## Население
| 2010 | 2011 | 2012 | 2013 | 2014 | 2015 | 2016 |
| ---- | ---- | ---- | ---- | ---- | ---- | ---- |
| 132  | ↘96  | ↘90  | ↘79  | →79  | ↗84  | →84  |
| 2017 | 2018 | 2019 | 2020 |      |      |      |
| →84  | →84  | ↘80  | →80  |      |      |      |

По данным Всероссийской переписи населения 2002 года в посёлке проживали 132 человека, преобладающие национальности — русские (33%), мари (50%).

## Инфраструктура
Посёлкообразующим предприятием является санаторий «Сосновый бор» (состоит из санатория и правительственного комплекса, который находится на противоположном берегу озера, за пределами посёлка). На территории посёлка расположены 2 скважины минеральной воды. 

В посёлке имеется 3 многоквартирных дома. Подача воды в дома осуществляется с помощью водонапорной башни. В посёлке действует местная система канализации, построена собственная котельная.